# Sigrid Undset

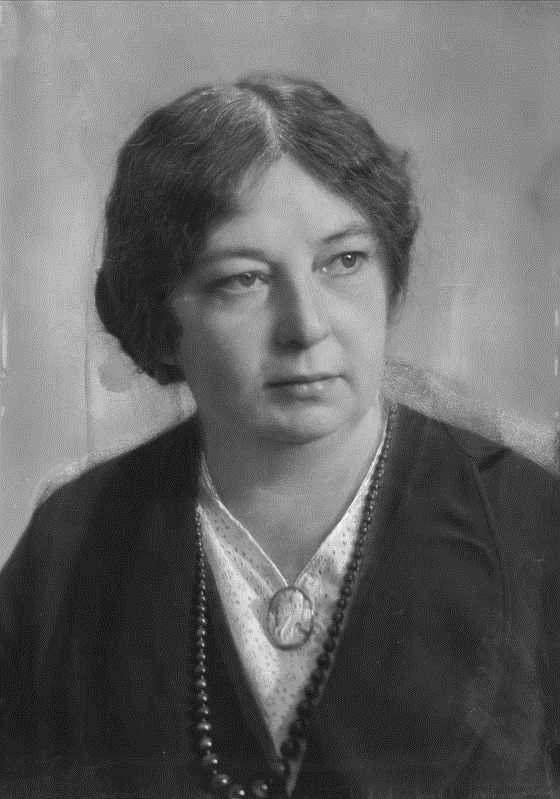
Sigrid Undset 1932, fotografiert von Ernest Rude (1871–1948)

Sigrid Undset (* 20. Mai 1882 in Kalundborg, Dänemark; † 10. Juni 1949 in Lillehammer, Norwegen) war eine norwegische Romanautorin, Novellistin, Laiendominikanerin und Essayistin. Ihre Werke befassen sich mit dem Konflikt zwischen norwegischer Tradition, der europäischen Krise ihrer Zeit, dem römischen Katholizismus und der weiblichen Emanzipationsbewegung. „Vornehmlich für ihre kraftvollen Schilderungen des nordischen Lebens im Mittelalter“, so die Begründung des Nobelpreiskomitees, erhielt sie 1928 den Nobelpreis für Literatur.

## Leben

### Familie und frühe Jahre

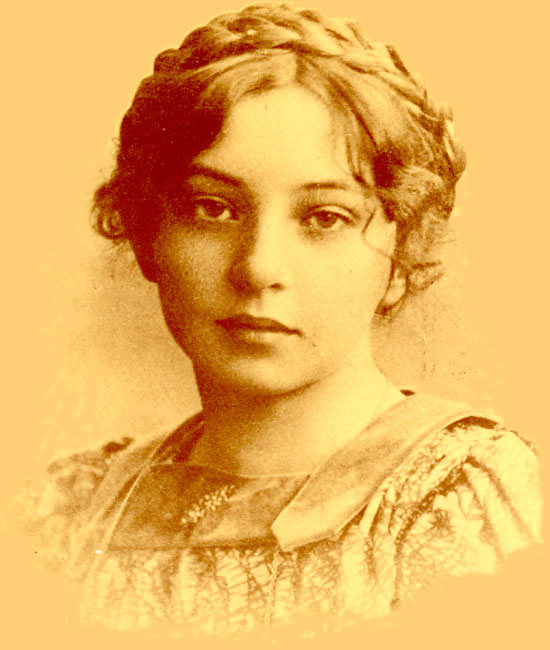
Sigrid Undset als junges Mädchen

Sigrid Undset war die älteste von drei Töchtern von Ingvald Undset und seiner Frau Charlotte Gyth. Ingvald Undset war ein international anerkannter norwegischer Archäologe, die drei Jahre jüngere Charlotte Gyth entstammte einer angesehenen dänischen Juristenfamilie. Die ersten zwei Lebensjahre erlebte Sigrid Undset im Haus der Großeltern in Dänemark. Erst nach der Geburt der Schwester Ragnhild, zwei Jahre nach Sigrid Undsets Geburt, zog sie mit der Familie in ein Landhaus an der Stadtgrenze von Oslo, das damals noch den Namen Kristiania trug. Die Familie stand der norwegischen evangelischen Kirche distanziert gegenüber.
Ihre Eltern weckten früh Sigrid Undsets Interesse an der norwegischen und europäischen Geschichte und Kultur und legten damit das Fundament für ihre zukünftigen Romane. Charlotte Gyth war Aquarellmalerin. Von ihrer Mutter frühzeitig zum Malen angeregt, wollte Sigrid Undset als Kind Malerin werden, doch sie begann bald, ihre Zeichnungen mit Gedichten zu versehen. Vom Vater lernte sie früh die altnordische Sprache. Sie begleitete ihn auch ins archäologische Universitätsinstitut in Oslo und besuchte mit ihm alte Kirchen. Sigrid Undsets detaillierte Kenntnis der mittelalterlichen Lebensformen, die ihre historischen Romane Kristin Lavransdatter und Olav Audunsson kennzeichnen, sind darauf zurückzuführen.
Die Eltern sorgten auch dafür, dass ihre älteste Tochter eine angesehene Privatschule in Oslo besuchte, die als sehr progressiv galt, als eine der ersten die Koedukation eingeführt hatte und auch Lehrerinnen beschäftigte. Sigrid Undset fühlte sich an dieser Schule nicht wohl. Religiöse Themen beschäftigten Sigrid Undset bereits früh, und weder der dort vertretene protestantische Glaube noch die Fortschrittsgläubigkeit dieser Schule sprach sie an.

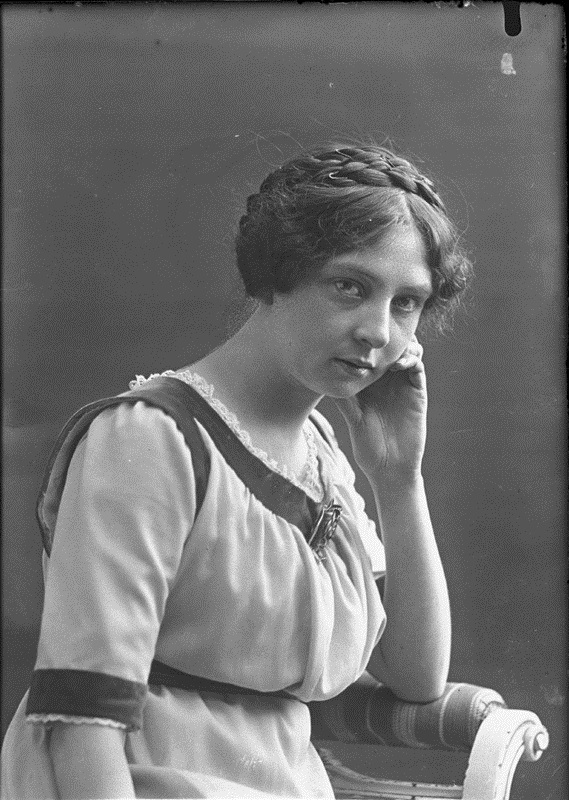
Sigrid Undset ca. 1900–1905, fotografiert von Ernest Rude

### Der Tod des Vaters
Sigrid Undsets Vater litt vermutlich an einer Spätform von Syphilis, die zwar nicht mehr ansteckend war, jedoch zur damaligen Zeit auch nicht heilbar. Durch die Schädigung des zentralen Nervensystems schränkte die Erkrankung ab 1886 die Fortbewegungsfähigkeit von Ingvald Undset immer stärker ein. Die Familie war mehrmals gezwungen, weiter in die Innenstadt von Oslo, in die Nähe der Universität zu ziehen. Die Wohnungen wurden zunehmend trister; ab 1890 lebte die Familie in einer grauen Mietskaserne in der Osloer Innenstadt. Für Sigrid Undset bedeuteten die Umzüge die Trennung von einem ländlichen Leben, in dem sie sich so wohl „wie eine junge Schlange auf einem sonnengewärmten Hügel“ gefühlt hatte.
Als Sigrid elf Jahre alt war, starb der Vater, dem sie sehr nahestand. Für die Familie bedeutete der Tod des Vaters einen massiven wirtschaftlichen Abstieg. Trotz des Erlasses des Schulgelds verließ Sigrid Undset die Privatschule nach der Mittelschulprüfung. Sie wollte als Älteste zum Lebensunterhalt der Familie beitragen, den angebotenen Schulgelderlass empfand sie als zu große Verpflichtung. Mit 17 Jahren nahm sie eine Stelle als Sekretärin bei der norwegischen Niederlassung der deutschen AEG in Oslo an. Sie selbst empfand sich dort als „Bürosklavin“ und lebte in den nächsten 10 Jahren ein zweigeteiltes Leben. Tagsüber arbeitete sie im Büro; abends las und schrieb sie bis spät in die Nacht. Ihre intensive Beschäftigung mit norwegischer und europäischer Geschichte und Literatur führte dazu, dass sie später zu den führenden Intellektuellen Norwegens gehörte.

### Die ersten schriftstellerischen Erfolge

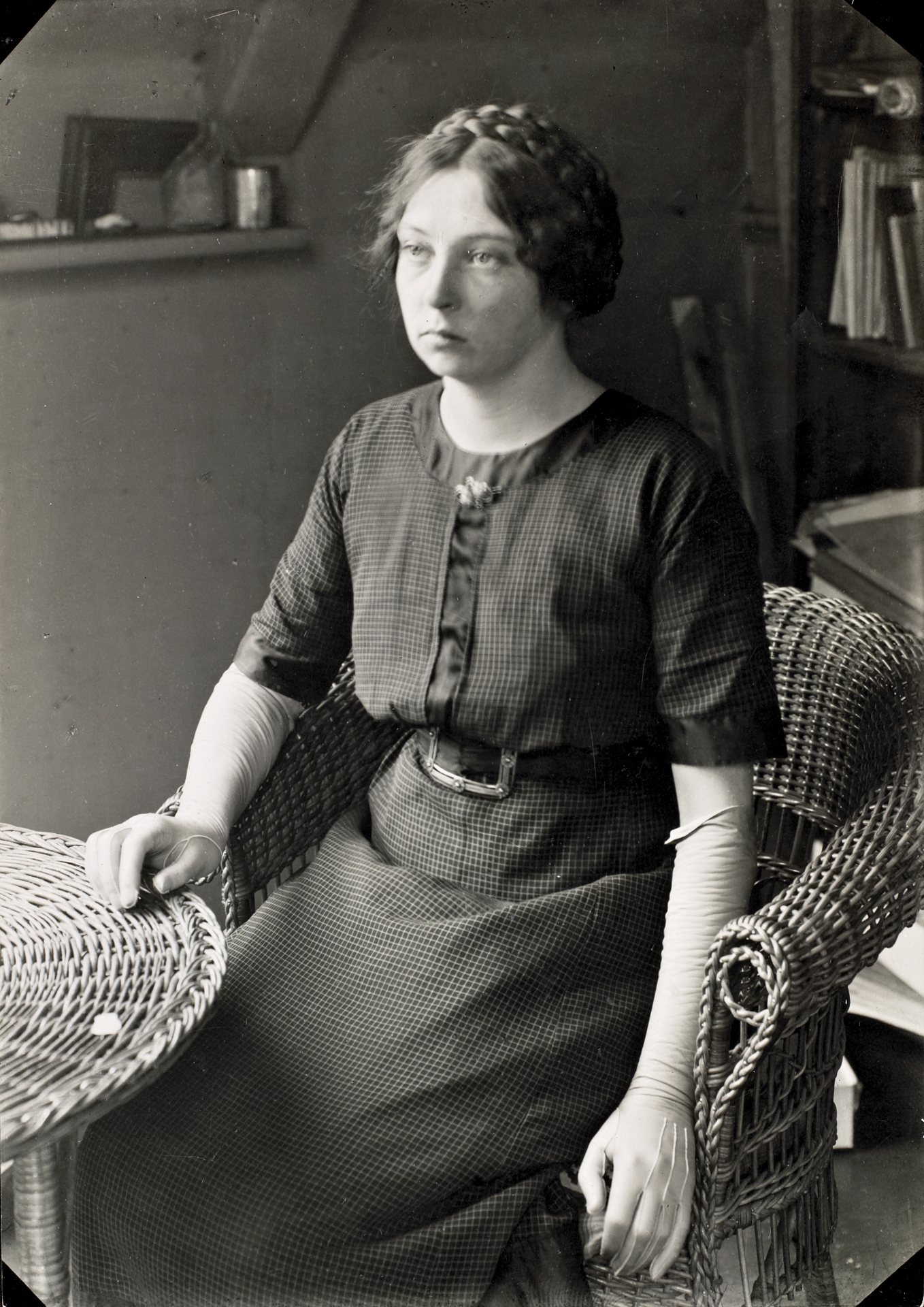
Sigrid Undset ca. 1911

Die aufmerksame Beobachtung der Lebensschicksale ihrer Kolleginnen prägten ihre ersten schriftstellerischen Erfolge. Ihr Erstlingswerk, ein Roman, der im Mittelalter spielte und den sie im Alter von 22 Jahren abschloss, wurde von den Verlagen mit Hinweis abgelehnt, sie möge etwas Moderneres schreiben. „Verrückt vor Wut“, wie sie Andrea Hedberg schrieb, mit der sie vierzig Jahre lang Briefe austauschte, begann sie an Frau Marta Oulie zu schreiben. Der 1907 veröffentlichte, nur achtzig Seiten starke Roman beginnt mit den Worten: „Ich habe meinen Mann betrogen“. Eine Frau beginnt ein außereheliches Liebesverhältnis, um der Öde einer freudlosen Ehe zu entkommen, und erlebt, wie aussichtslos dieser Weg ist. Auch in ihren nachfolgenden Novellen Das glückliche Alter, Frau Hjelde und Hariet Waage kontrastiert Sigrid Undset vor allem die romantischen Vorstellungen ihrer Frauenfiguren mit deren glanzloser Wirklichkeit.
Mit dem tragischen Roman Jenny (1911) erlebte Sigrid Undset den endgültigen Durchbruch als Autorin. Inzwischen hatte sie, die stets von einem unabhängigen Künstlerleben fasziniert war, längst ihren Beruf aufgegeben und ein Auslandsstipendium erhalten, das sie zu einem längeren Aufenthalt nach Rom führte. Den starken Eindruck der Reise und der „ewigen Stadt“ ließ sie in ihr Werk über die Malerin Jenny einfließen, die sie sagen lässt:

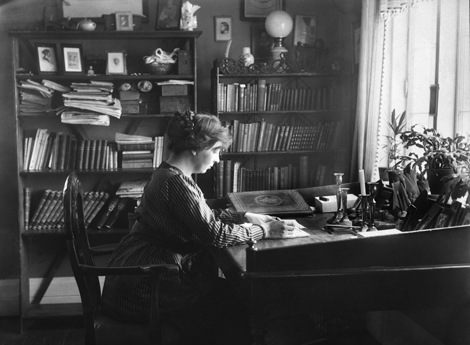
Sigrid Undset an ihrem ersten Arbeitstag in Bjerkebæk. Hier beendete sie die Trilogie Kristin Lavransdatter in Jahren 1920 bis 1922.

„Das ist ja eben das Wunderbare, wenn man in die Welt geht – jede Beeinflussung durch Menschen, mit denen man zufällig daheim zusammen leben muss, hört auf. Man muss mit seinen eigenen Augen sehen und selbständig denken. Wir lernen begreifen, dass es ganz von uns selbst abhängt, was diese Reise uns gibt – und was wir sehen und zu erfassen vermögen, in welche Lage wir uns bringen und unter wessen Einfluss wir uns freiwillig begeben. Man lernt verstehen, dass es von einem selbst abhängt, wie viel das Leben uns entgegenbringt.“

### Heirat und Familie
In Rom lernte sie auch den geschiedenen norwegischen Maler Anders Castus Svarstad kennen, den sie 1912 heiratete und dem sie dann für ein halbes Jahr nach London folgte. Auch für diese weltoffene Stadt begeisterte sie sich ein Leben lang. Zwischen 1913 und 1919 brachte Sigrid Undset drei Kinder zur Welt, zwei Söhne und eine – geistig behinderte – Tochter. Zu Beginn der 1920er Jahre scheiterte ihre Ehe; ihren Kindern jedoch gab sie in Lillehammer, wo sie das Anwesen Bjerkebæk errichten ließ, ein sicheres und liebevolles Zuhause, das sie später in Glückliche Zeiten beschreibt.

### Erfolge mit Romanen aus Geschichte und Gegenwart
In diesen Jahren erreichte Sigrid Undset mit zwei Mittelalter-Romanen den Höhepunkt ihrer schriftstellerischen Leistung: Für den dreibändigen Roman Kristin Lavranstochter erhielt sie 1928 den Literaturnobelpreis; er gilt als eines der Hauptwerke der norwegischen Romanliteratur. Auch der vierteilige Roman Olav Audunssohn über das ländliche mittelalterliche Leben und seine religiöse Lebensordnung war bei Kritik und Lesern erfolgreich.

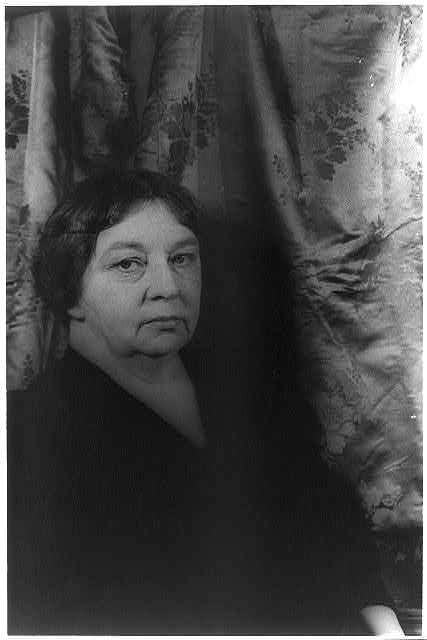
Undset im Jahr 1927
Fotografie von Carl van Vechten, aus der Van Vechten Collection der Library of Congress

Die Schilderungen des Lebens der Kristin Lavranstochter und des Olav Audunssohn im Norwegen des 13. und 14. Jahrhunderts zeugen neben den beeindruckenden Natur- und Landschaftsbeschreibungen nicht nur von ihrer Kenntnis des Mittelalters in seinen politischen, sozialen und religiösen Gegebenheiten, sondern auch von der Fähigkeit, sich in die Gedanken- und Gefühlswelt mittelalterlicher Menschen in verschiedenen Lebensabschnitten und Lebenssituationen hineinzuversetzen. Die Figur der Gutsbesitzerstochter Kristin, die als Ehefrau eines Ritters einen Gutsbesitz führt und nach Ehekrisen und Familientragödien schließlich in einem Nonnenkloster an der Pest stirbt, zeichnet Undset als modern anmutende, tatkräftige und entsagungsvolle Heldin.
Das Vermögen, Menschen in ihrer geistigen und seelischen Entwicklung zu beschreiben, findet sich auch in Undsets Gegenwarts- und Eheromanen. Bereits in Der Frühling (1914), Harriet Waage (1917) und Frau Hjelde (1917), später dann in Ida Elisabeth (1932) und Das getreue Eheweib (1936) setzt sie sich sehr intensiv mit dem oft problematischen Zusammenleben zweier unterschiedlicher Charaktere im „modernen“ Norwegen auseinander – ein konfliktreiches Thema, mit dem sie selbst Erfahrung gesammelt hatte. Ihre im Vordergrund stehenden weiblichen Romanfiguren erscheinen dabei stets als innerlich reife und für die damalige Zeit emanzipierte Persönlichkeiten, jedoch bleiben die Werke in ihrem Handlungsverlauf stets ein Plädoyer für die Hinwendung der Frau zu Familie und Kindern.

### Hinwendung zur katholischen Kirche
Ein bedeutendes Ereignis im Leben Sigrid Undsets war ihr Übertritt zum katholischen Glauben im Jahre 1924, der im beinahe rein protestantischen Norwegen einen Skandal hervorrief. Diesen Schritt verarbeitete sie in ihren Büchern Gymnadenia (1929), Der brennende Busch (1930), Katharina Benincasa sowie dem Essayband Begegnungen und Trennungen (1931).

### Exil und Rückkehr
Die deutsche Besetzung des Landes 1940 beendete die große Schaffenszeit Sigrid Undsets. Sie musste aus Norwegen fliehen, da sie sich schon zu Beginn der 1930er Jahre in der Widerstandsbewegung gegen Hitler und den Nationalsozialismus engagiert hatte. Sie reiste mit ihrem jüngsten Sohn Hans über Schweden, die Sowjetunion und Japan in die USA, wo sie bis zum Kriegsende blieb. Ihr ältester Sohn Anders war im Krieg gefallen, nachdem sie kurz zuvor bereits ihre Tochter verloren hatte. Dennoch veröffentlichte sie in den USA das immer noch von einer positiven Lebenseinstellung zeugende Werk Wieder in die Zukunft. Dieses Werk stellt das politische Testament der Autorin dar.
Zwar klagte sie dort das nationalsozialistische Deutschland als Feind ihres über alles geliebten Heimatlandes Norwegen an, blickte jedoch ohne Hass und Bitterkeit, sondern mit Mut und Optimismus in die Zukunft:

„Die Ideale der Demokratien sind niemals Traumgebilde gewesen, sondern Ziele. […] Nie wollen wir uns einbilden, dass irgendeine Zukunftswelle uns je zu einem Ziel bringen könne. Den Weg nach vorwärts zu unseren Zielen können wir einzig und allein durch unsere eigenen Anstrengungen finden, durch unermüdliche, geduldige und mutige Arbeit.“

1943 wurde sie als auswärtiges Ehrenmitglied in die American Academy of Arts and Letters gewählt. Im Jahre 1945 kehrte Sigrid Undset nach Norwegen zurück, wo sie vier Jahre später starb. Begraben wurde sie in Mesnali, einem Dorf 15 km östlich von Lillehammer, in dem auch heute noch ihr Grab zu besuchen ist.

## Eigenart und Wirkung
Undsets Werk zeichnet sich durch geographische und kulturelle Sachkenntnis aus, die sie sich ohne die Möglichkeit, ein Studium zu absolvieren, angeeignet hatte. Noch mehr jedoch überzeugt Sigrid Undset durch menschliches Einfühlungsvermögen, reife Lebenserfahrung und sprachliche Ausdruckskraft. Ihre Fähigkeit, Inhalt und Erzählstil ihrer Werke – von norwegischen Sagas über Heiligenviten bis hin zur modernen Prosa – stets in Einklang zu bringen, ist bemerkenswert.
Neben Olav Duun und Johan Falkberget zählt Sigrid Undset zu den Autoren, die die norwegische Literatur zu Beginn des 20. Jahrhunderts maßgeblich prägten. Alle drei zählen zu den so genannten Neorealisten, die stilistisch dem bürgerlichen Realismus zugehören, die sich aber um eine vertiefte psychologische Zeichnung ihrer Figuren bemühen und national orientiert sind.
In Norwegen wird Sigrid Undset – als eine von drei norwegischen Literaturnobelpreisträgern neben Bjørnstjerne Bjørnson und Knut Hamsun – zu den großen Autoren des 19. und 20. Jahrhunderts gezählt. Norwegen ehrt sie mit einer Abbildung auf dem 500-Kronen-Schein.
2002 wurde der Asteroid (9919) Undset nach ihr benannt. Außerhalb Norwegens werden ihre Werke dagegen kaum noch gelesen.

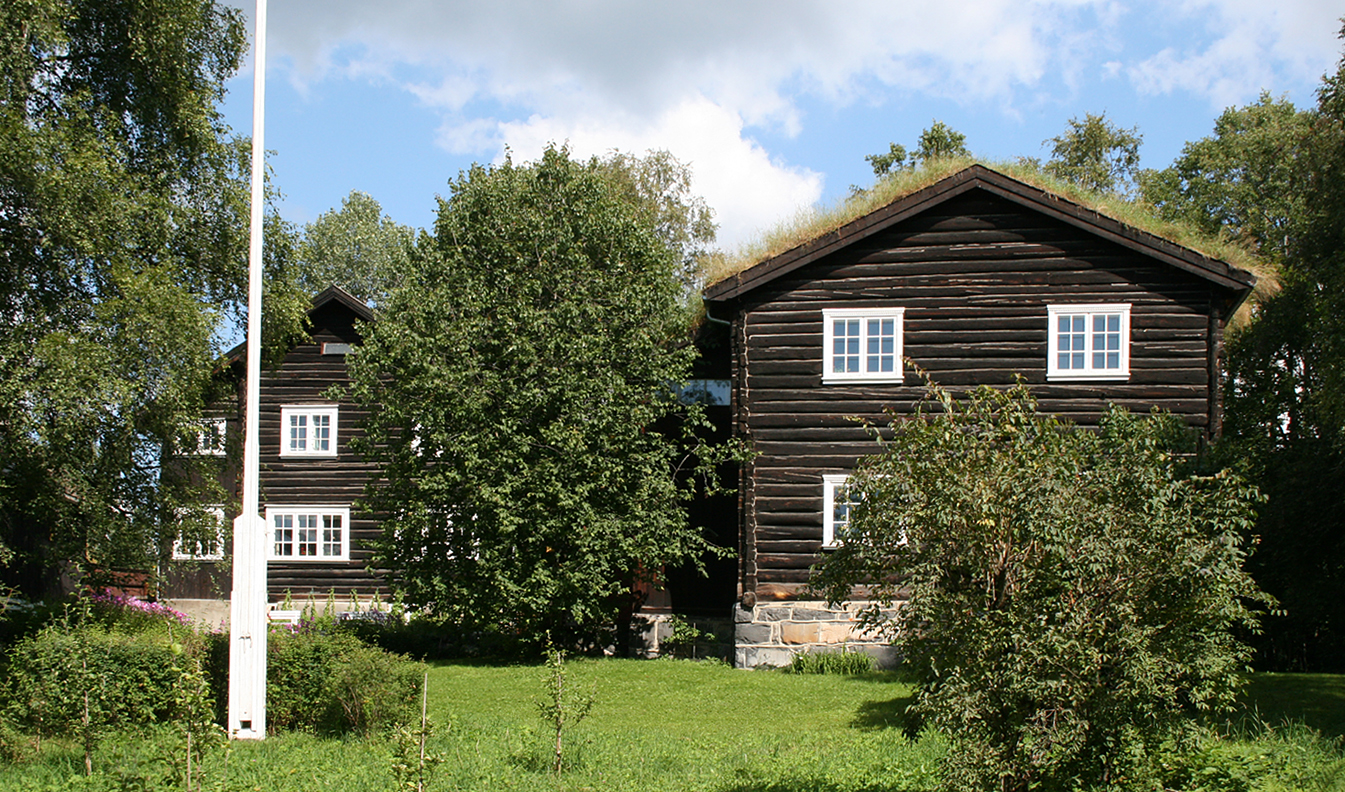
Bjerkebæk, Undsets ehemaliges Wohnhaus, das nun Teil der Lillehammer Museen ist

### Bjerkebæk, Wohnhaus von Sigrid Undset in Lillehammer
Nach mehreren Jahren Umbauzeit und aufwendigen Renovierungsarbeiten ist das ehemalige Wohnhaus von Sigrid Undset in Lillehammer seit Anfang Mai 2007 als Museum geöffnet. Bis dahin hatten Interessierte keinen Zugang zu dem Wohnhaus der Schriftstellerin. Auf Bjerkebæk wohnte sie von 1919 bis zu ihrem Tod. Bis heute befindet sich dort ihre Privatbibliothek von rund 6.700 Bänden, die Borghild Krane von 1965 bis 1970 im Sommerurlaub unentgeltlich katalogisierte. Laut Krane umfasst die Sammlung 2.346 Roman- und Erzählungsbände sowie Sekundärliteratur, 1.716 religiöse Bücher, 1.370 historische Werke und 1.267 andere Titel.

## Werke in deutscher Sprache

### Historische Romane
- Kristin Lavranstochter. (norwegisch: Kristin Lavransdatter. Aschehoug, Oslo: Kransen 1920. Husfrue 1921. Korset 1922).
  - Übersetzt von: Julius Sandmeier und Sophie Angermann
    - Erstausgabe 1925–1927 bei Rütten & Loening, Frankfurt am Main, danach bei Rütten & Loening und verschiedenen anderen Verlagen im deutschsprachigen Raum als Nachauflage und Neuausgabe erschienen.
      - Band 1. Der Kranz. 1925
      - Band 2. Die Frau. 1926
      - Band 3. Das Kreuz. 1927

  - Übersetzt von: Gabriele Haefs
    - Erstausgabe 2021–2022 im Alfred Kröner Verlag, Stuttgart. Abgerufen am 17. Mai 2022.
      - Band 1. Der Kranz. 2021, ISBN 978-3-520-62101-6
      - Band 2. Die Frau. 2021, ISBN 978-3-520-62201-3
      - Band 3. Das Kreuz. 2022, ISBN 978-3-520-62301-0
- Olav Audunssohn
  - Übersetzt von: Julius Sandmeier und Sophie Angermann
    - Erstausgabe 1928–1929 ohne durchgehende Bandzählung bei Rütten & Loening, Frankfurt am Main, danach bei Rütten & Loening und verschiedenen anderen Verlagen im deutschsprachigen Raum, auch in zweibändigen Nachauflagen und Neuausgaben erschienen.
      - Olav Audunssohn. 1928. (norwegisch: Olav Audunssøn i Hestviken. Aschehoug, Oslo 1925. Bd. 1).
      - Olav Audunssohn auf Hestviken. 1928. (norwegisch: Olav Audunssøn i Hestviken. Aschehoug, Oslo 1925. Bd. 2).
      - Olav Audunssohn und seine Kinder. 1–2. 1929. (norwegisch: Olav Audunssøn og hans børn. Aschehoug, Oslo 1927, Band 1–2).
- Viga-Ljot und Vigdis. (norwegisch: Fortællingen om Viga-Ljot og Vigdis. Aschehoug, Oslo 1909.).
  - Cassirer, Berlin 1931. Übersetzt von: Julius Sandmeier und Sophie Angermann
  - Hoffmann und Campe, Hamburg 2019, ISBN 978-3-455-00612-4. Übersetzt von: Gabriele Haefs
- Sunniva. Erzählung. Verlag Ars Sacra Josef Müller, München 1932 (norwegisch: Sankta Sunniva og seljemændene. (Seljumannamesse 8. juli.), in: St. Olav, Jg. 41.1929. Übersetzt von: Martha Näf).
- Madame Dorothe. Atrium, Zürich 1948
- Katharina Benincasa. Bonner Buchgemeinde, Bonn 1953

### Gegenwarts- und Eheromane
- Jenny. Universitas, Berlin 1921; Ullstein, Frankfurt am Main 1986, ISBN 3-548-30182-7
- Frühling. Universitas Verlag, Berlin 1926 (norwegisch: Vaaren. Aschehoug, Oslo 1914. Übersetzt von Thyra Dohrenburg).
- Frau Hjelde. Roman. Universitas Verlag, Berlin 1930 (norwegisch: Splinten av troldspeilet, Fru Hjelde. Aschehoug, Oslo 1917. Übersetzt von Julius Sandmeier und Sophie Angermann).
- Gymnadenia. Roman. Rütten & Loening, Frankfurt am Main 1930 (norwegisch: Gymnadenia. Aschehoug, Oslo 1929. Übersetzt von Julius Sandmeier und Sophie Angermann).
- Der brennende Busch. Roman. Abschluß von ‚Gymnadenia‘. Rütten & Loening, Frankfurt am Main 1931 (norwegisch: Den brændende busk. Bd. 1–2. Aschehoug, Oslo 1930. Übersetzt von Julius Sandmeier und Sophie Angermann).
- Harriet Waage. Roman. Universitas Verlag, Berlin 1931 (norwegisch: Splinten av troldspeilet, Fru Waage. Aschehoug, Oslo 1917. Übersetzt von Julius Sandmeier und Sophie Angermann).
- Ida Elisabeth. Rütten & Loening, Frankfurt am Main 1934
- Das getreue Eheweib. Sperber Verlag, Zürich 1938 (norwegisch: Den trofaste hustru. Aschehoug, Oslo 1936. Übersetzt von Julius Sandmeier und Sophie Angermann).
  - Neuausgabe unter dem Titel: Die Liebenden. Desch, München 1961.
- Frau Marta Oulie. Salzer, Heilbronn 1998, ISBN 3-7936-0367-9 (norwegisch: Fru Marta Oulie. Aschehoug, Oslo 1907. Übersetzt von Gabriele Haefs).

### Erzählungen und Erinnerungen
- Begegnungen und Trennungen. Essays über Christentum und Germanentum. Kösel & Pustet, München 1931
- Die Saga von Vilmund Vidutan und seinen Gefährten. Weihnachtsfrieden. Zwei Erzählungen. Hausen Verlag, Saarlouis 1931 (norwegisch:  Julefred, in: Kimer I klokker, Oslo 1923. Saga om Vilmund Vidutan og fællerne hans, in: Kimer I klokker, Oslo 1924. Übersetzt von: Ernst Alker).
- Ein Fremder. Erzählungen. Cassirer, Berlin 1936
- Wieder in die Zukunft. Oprecht, Zürich 1944 (Übersetzung der zuerst als Buch in englischer Übersetzung erschienenen Ausgabe: Return to the future, Knopf, New York, 1942. Norwegisch in Norwegen zuerst: Tilbake til fremtiden, Aschehoug, Oslo 1947. Übersetzt aus dem Amerikanischen von: Ella Tonnemacher).
- Glückliche Zeiten. Erzählung. Bonner Buchgemeinde, Bonn 1957 (Zuerst als Buch englisch: Happy times in Norway, Knopf, New York, 1942. Norwegisch in Norwegen zuerst: Lykkelige dager, Aschehoug, Oslo 1947. Übersetzt aus dem Norwegischen von: Sophie Angermann).

- Das glückliche Alter. Erzählung. Suhrkamp (BS 1325), Frankfurt am Main 1999, ISBN 3-518-22325-9

- Rückkehr in die Zukunft. Autobiografische Erzählung. Aus dem Norwegischen von Gabriele Haefs. Kröner-Verlag, Stuttgart 2024, 240 S.; https://www.nzz.ch/feuilleton/sigrid-undsets-autobiografische-erzaehlung-ueber-die-jahre-der-flucht-ld.1833292

### Andere Werke
- Nordische Heilige. Bachem 1964.

## Verfilmungen
- 1970: Brøter (TV)
- 1982: Jenny (TV-Miniserie)
- 1995: Kristin Lavrans Tochter (Kristin Lavransdatter) – Regie: Liv Ullmann